# 奥亚-贡萨洛
奥亚-贡萨洛，是西班牙卡斯蒂利亚-拉曼恰自治区阿尔瓦塞特省的一个市镇。 总面积115km², 总人口765人（2001年），人口密度7人/km²。